# The Lincoln Lawyer (TV-serie)
The Lincoln Lawyer är en amerikanskt TV-serie i genren advokatdrama från 2022. Den är skriven och utvecklad av David E. Kelley och Ted Humphrey, och är baserad på 2008 års roman The Brass Verdict av Michael Connelly, en uppföljare till hans roman The Lincoln Lawyer. Manuel Garcia-Rulfo spelar huvudrollen som Mickey Haller, som är en försvarsadvokat i Los Angeles. Mickey arbetar inte på ett kontor, utan föredrar att jobba i sin Lincoln Town Car. I huvudrollerna spelar Neve Campbell, Becki Newton, Jazz Raycole, Angus Sampson och Christopher Gorham.
Serien hade premiär på Netflix den 13 maj 2022, och fick generellt goda recensioner. Den 14 juni 2022 förnyade Netflix serien för en andra säsong. Den andra säsongen kommer att bestå av två delar; den första släpps den 6 juli 2023 och den andra den 3 augusti.
I augusti 2023 förnyades serien för en tredje säsong. Den tredje säsongen hade premiär den 17 oktober 2024.

## Roller

### Huvudroller
- Manuel Garcia-Rulfo som Mickey Haller, en försvarsadvokat och tillfrisknande missbrukare
- Neve Campbell som Maggie McPherson, åklagare och Mickeys första ex-fru
- Becki Newton som Lorna Crain, Mickeys andra ex-fru och hans juridiska biträde
- Jazz Raycole som Izzy Letts, en tidigare missbrukare och klient till Mickey, som nu arbetar som hans personliga chaufför
- Angus Sampson som Cisco, Mickeys vän, utredare och Lornas fästman
- Christopher Gorham som Trevor Elliott (säsong 1), en miljardär videospelsutvecklare misstänkt för ett dubbelmord

### Återkommande
- Ntare Guma Mbaho Mwine som detektiv Raymond Griggs, som utreder Trevors dubbelmord
- LisaGay Hamilton som domare Mary Holder (säsong 1)
- Reggie Lee som Angelo Soto, en företagsägare som misstänks och utreds av Maggie, för att ha utnyttjat slavarbete (säsong 1)
- Jamie McShane som detektiv Lee Lankford, en detektiv som utreder Angelo Soto tillsammans med Maggie (säsong 1)
- Carlos Bernard som Robert Cardone, en distriktsåklagare som driver en omvalskampanj (säsong 1)
- Kim Hawthorne som Janelle Simmons, en annan kandidat till distriktsåklagare (säsong 1)
- Elliott Gould som Legal Siegal, en familjevän till Mickey och hans far
- Michael Graziadei som Jeff Golantz, biträdande distriktsåklagare och åklagare i Trevor Elliot-rättegången (säsong 1)
- Krista Warner som Hayley Haller, dotter till Mickey och Maggie
- Lamont Thompson som domare James P. Stanton
- Saul Huezo som Jésus Menendez, en gammal klient till Mickey
- Katrina Rosita som Tanya Cruz, Angelo Sotos flickvän
- Heather Mazur som Carol Dubois, en försäkringsagent (säsong 1)
- Lana Parrilla som Lisa Trammell (säsong 2), en kock som anklagas för att ha mördat en fastighetsutvecklare[5]
- Yaya DaCosta som Andrea "Andy" Freemann (säsong 2), en åklagare i Trammells fall[6]
- Angélica María som Elena (säsong 2), Mickeys mor[7]

## Produktion

### Utveckling
2018 skrev David E. Kelley ett kortare manus för en tv-serie åt Epix av A+E Studios. Då tv-serien inte blev till bestämde sig Kelly för att jobba med ett annat projekt tillsammans med A+E Studios. Detta samarbete resulterade i The Lincoln Lawyer efter att Kelly uttryckt sitt intresse för att skriva advokatdraman. 2019 var det klart att CBS skulle producera filmen. I februari 2020 anslöt sig Ted Humphrey och Kiele Sanchez till produktionen. Några veckor därefter anslöt sig även Angus Sampson, och Jazz Raycole. I maj 2020 rapporterade man att CBS inte skulle fortsätta med produktionen på grund av COVID-19 pandemin.
Vid tidpunkten för beslutet, som CBS Entertainment-president Kelly Kahl kallade ett "tufft samtal", hade två manus för serien redan skrivits, med ytterligare två på gång. Därutöver hade man börjat förhandla med Logan Marshall-Green som var tänkt att spela huvudrollen som Mickey Haller. Den 11 januari 2021 tog Netflix upp serien med en 10-avsnittsbeställning, vilket skiljde sig från den ursprungliga beställningen på 13 avsnitt,  och meddelade att Manuel Garcia-Rulfo skulle spela Mickey Haller. I februari 2021 anslöt sig även Neve Campbell och Becki Newton till produktionen, och Jazz Raycole och Angus Sampson återvände till serien. Christopher Gorham anslöt sig i mars 2021. I april fick Ntare Guma Mbaho Mwine rollen som detektiv Raymond Griggs, som hade skapats specifikt för serien, därutöver fick LisaGay Hamilton, Jamie McShane och Reggie Lee sina roller.  Krista Warner anslöt sig i maj samma år.

### Filmning
Lincoln Lawyer började filmas i Los Angeles den 30 mars 2021. Samma dag avslöjade författaren Michael Connelly på sociala medier att Covid-19-pandemin hade satt käppar i hjulet i cirka ett år. Den 8 juni 2021 sa Connelly i en intervju att sex av de tio avsnitten hade filmats, varav tre av dem var färdig redigerade. Samtidigt som bekräftade han att karaktärer i Amazon Prime Video-serien Bosch, inklusive Mickey Hallers halvbror Harry Bosch (porträtterad av Titus Welliver), inte skulle göra något framträdanden i serien, eftersom serierna kommer från olika tjänster. Inspelningen avslutades den 3 augusti 2021.  Några noterbara filmplatser inkluderar Admiralty Way i Marina del Rey, Spring Street i Downtown Los Angeles, Grand Avenue, Wilshire Ebell Theatre, och Wilshire Boulevard.

### Kontroverser
I augusti 2021 lämnade A+E Studios dotterbolag Frankl & Bob Films II, LLC in en stämningsansökan mot ViacomCBS. Ansökan som sades vara för "miljontals dollar" i förluster som berodde det beslut man tog om att inte gå vidare med inspelningen året innan. I dokument som presenterades skriver man bland annat att ViacomCBS nya ledning i slutet av 2019 hade ifrågasatt satsningen på The Lincoln Lawyer, och att man hade som avsikt att bryta de åtagande man hade. I dokumenten står det även att ViacomCBS avvisade serien eftersom det första avsnittet inte hade filmats och sa att brytandet av sina åtagande säkerställde att serien aldrig skulle ses av en publik.

## Släpp
Serien hade premiär på Netflix den 13 maj 2022.

## Mottagande
Under sin första hela vecka med streaming var det plattformens mest sedda engelskspråkiga serie globalt, med över 108 miljoner visningstimmar, mer än tre gånger så många som tvåan.